# Olona
Rijeka Olona je rijeka na sjeveru Italije, lijeva pritoka rijeke Pad.
Rijeka Olona izvire iz šest glavnih izvora. Tri izvora nalaze se u dolini Rasa iznad grada Varese, dok se ostala tri izvora nalaze u blzini mjesta Valganna.
Rijeka ima 39 pritoka, a značajniji su potoci Vellone, Bevera Varesino, Lanza (ili Gaggiolo), Bozzente, Lura, Merlata i Mussa.
Vodotok rijeke je kroz povijest je značajno promijenjen umjetnim građevinama kojih je gradnja započela u rimsko doba, a završila u 20. stoljeću. 
Prirodnim koritom rijeka je tekla južno od grada Milana i ulijevala se u rijeku Pad. Učinjenom radovima rijeka izlazi iz svog korita protječe ispod ulica Milana (gdje postaje dio kompleksnog vodoopskrbnog i kanalizacijskog sustava) te se ulijeva u rijeku Lambro.

## Vanjske poveznice
|  | Zajednički poslužitelj ima još gradiva o temi Olona |